# Matthias Dolderer

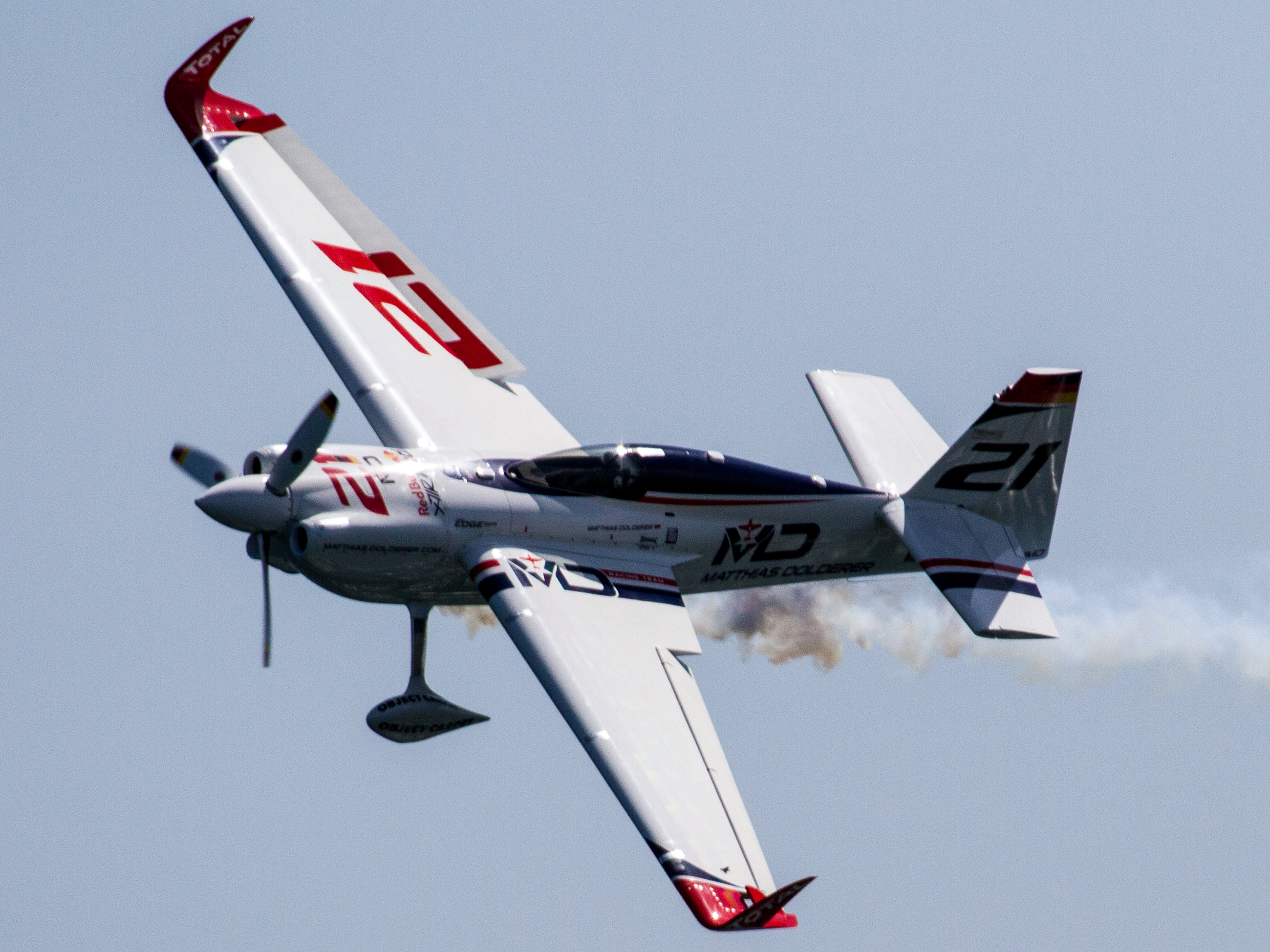
2017 Red Bull Air Race of Chiba - N721MD

Matthias Dolderer (Ochsenhausen, Baden-Württemberg, 15 september 1970) is een Duits piloot, die deelneemt aan de Red Bull Air Race World Series.
Dolderers resultaten openden de weg voor hem voor een uitnodiging voor een kwalificatieronde van de Red Bull Air Race in Casarrubios, Spanje aan het eind van september 2008. Van de zes kandidaten kwalificeerden vijf zich voor de superlicentie om deel te nemen aan het kampioenschap. Dolderer was een van de vier rookies die werd geselecteerd voor een actieve status. Hij kwam het kampioenschap binnen in 2009.
Dolderer is blij om voor zijn thuisland Duitsland te vliegen en stelde al doelen voor het eerste seizoen: "Eerst wil ik me focussen op de veiligheid en het ontwijken van straffen en dan beginnen met punten scoren in het midden van het seizoen. Een top 10-finish in 2009 zou leuk zijn."
Dolderer heeft zijn doel bereikt en werd negende in het kampioenschap. Zijn beste resultaten zijn een vijfde plaats in Boedapest, Hongarije en een derde plaats in Barcelona, Spanje.